# 6206 Коррадоламберті
6206 Коррадоламберті (6206 Corradolamberti) — астероїд головного поясу, відкритий 15 жовтня 1985 року.
Тіссеранів параметр щодо Юпітера — 3,312.